# Mongan Bog SAC
Mongan Bog SAC este o arie protejată (arie specială de conservare — SAC, sit de importanță comunitară — SCI) din Irlanda întinsă pe o suprafață de 206,51 ha, integral pe uscat.

## Localizare
Centrul sitului Mongan Bog SAC este situat la coordonatele 53°19′41″N 7°57′09″W / 53.327974°N 7.952489°V.

## Înființare
Situl Mongan Bog SAC a fost declarat sit de importanță comunitară în noiembrie 1997 pentru a proteja 3 specii de animale. Situl a fost protejat și ca arie specială de conservare în octombrie 2017.

## Biodiversitate
Situată în ecoregiunea atlantică, aria protejată conține 3 habitate naturale: Turbării active, Mlaștini oligotrofe degradate, capabile încă de regenerare naturală, Depresiuni pe substraturi de turbă de Rhynchosporion.
La baza desemnării sitului se află mai multe specii protejate de  păsări (3): Anser albifrons flavirostris, becațină comună (Gallinago gallinago), culic mare (Numenius arquata).
Pe lângă speciile protejate, pe teritoriul sitului au mai fost identificate 1 specie de plante, 1 specie de păsări, 1 specie de amfibieni, 1 specie de mamifere, 5 specii de nevertebrate.